# بروسنه
بروسنه (به چکی: Brusné) یک منطقهٔ مسکونی در جمهوری چک است که در ناحیه کرومیریژ واقع شده‌است. بروسنه ۸٫۱۹ کیلومتر مربع مساحت و ۳۸۲ نفر جمعیت دارد و ۳۲۳ متر بالاتر از سطح دریا واقع شده‌است.